# Володиевцы (Жмеринский район)
Володи́евцы (укр. Володіївці) — село на Украине, находится в Жмеринском районе Винницкой области.
Код КОАТУУ — 0520280801. Население по переписи 2001 года составляет 347 человек. Почтовый индекс — 23054. Телефонный код — 4341.
Занимает площадь 2,201 км².
В селе действует храм Апостола и Евангелиста Иоанна Богослова Барского благочиния Винницкой и Барской епархии Украинской православной церкви.
До 17 июля 2020 года находилось в Барском районе Винницкой области.